# Zelym Kotsoiev

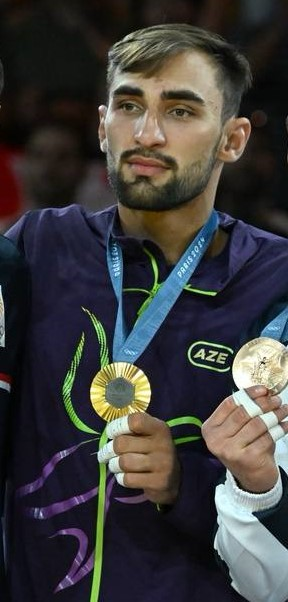
Zelym Kotsoiev zeigt seine olympische Goldmedaille (2024)

Zelym Kotsoiev (* 9. August 1998 in Beslan, Nordossetien-Alanien) ist ein aserbaidschanischer Judoka, der bis 2015 für die Ukraine antrat. Er wurde 2024 Olympiasieger und Weltmeister sowie 2022 und 2023 Weltmeisterschaftsdritter, bei Europameisterschaften gewann er 2018, 2020 und 2021 eine Bronzemedaille und 2023 den Titel.

## Sportliche Karriere
Zelym Kotsoiev kämpfte bis 2015 für die Ukraine in der Gewichtsklasse bis 90 Kilogramm. 2013 war er Dritter der U18-Europameisterschaften, 2014 und 2015 gewann er diesen Titel. 2015 wurde er außerdem Zweiter der U18-Weltmeisterschaften, im Finale unterlag er dem Niederländer Simeon Catharina. Bei den U23-Europameisterschaften 2015 wurde er Siebter, hier startete er zum letzten Mal für die Ukraine.
2016 stieg Kotsoiev in die Gewichtsklasse bis 100 Kilogramm auf. Gleichzeitig wechselte er nach Aserbaidschan. 2017 siegte er bei der Universiade in Zhubei, wobei er im Finale den Japaner Kentaro Iida bezwang. Einen Monat später wurde er in Maribor Junioreneuropameister. Einen weiteren Monat später folgte der Sieg bei den Juniorenweltmeisterschaften in Zagreb. 2018 bei den Europameisterschaften in Tel Aviv unterlag er im Viertelfinale dem Israeli Peter Paltchik. Mit Siegen über den Portugiesen Jorge Fonseca und den Belarussen Daniel Mukete erkämpfte Kotsoiev eine Bronzemedaille. Die Europameisterschaften 2019 wurden im Rahmen der Europaspiele in Minsk ausgetragen. Kotsoiev unterlag im Achtelfinale dem Belgier Toma Nikiforov.
Die Europameisterschaften 2020 fanden wegen der COVID-19-Pandemie erst im November in Prag statt. Kotsoiev besiegte im Viertelfinale den Portugiesen Fonseca und unterlag im Halbfinale dem Russen Arman Adamjan. Mit einem Sieg über den Bulgaren Boris Georgiew erkämpfte Kotsoiev eine Bronzemedaille. Im April 2021 gewann Kotsoiev das Grand-Slam-Turnier in Antalya, wobei er im Finale den Japaner Aaron Wolf bezwang. 15 Tage später unterlag Kotsoiev dem Georgier Ilia Sulamanidse im Viertelfinale der Europameisterschaften in Lissabon. In der Hoffnungsrunde gewann er gegen den Franzosen Cyrille Maret, im Kampf um Bronze besiegte er den Russen Nijas Iljassow. Bei den 2021 ausgetragenen Olympischen Spielen in Tokio gewann Kotsoiev seinen ersten Kampf gegen den Franzosen Alexandre Iddir. Mit einer Niederlage gegen den Kanadier Shady El Nahas im Achtelfinale schied Kotsoiev aus dem olympischen Turnier aus.
Im Oktober 2022 bei den Weltmeisterschaften in Taschkent siegte Kotsoiev im Viertelfinale gegen Jorge Fonseca und verlor im Halbfinale gegen den Kanadier Kyle Reyes. Nach seinem Sieg über Toma Nikiforov erhielt der Aserbaidschaner die Bronzemedaille. Kurz darauf gewann Kotsoiev beim Grand-Slam-Turnier in Baku im Kampf um Gold gegen den Serben Aleksandar Kukolj. Im Februar 2023 gelang ihm mit einem Finalsieg über den Niederländer Michael Korrel beim Turnier in Tel Aviv der dritte Grand-Slam-Erfolg. Bei den Weltmeisterschaften 2023 in Doha unterlag er im Halbfinale dem Tschechen Lukáš Krpálek, im Kampf um Bronze bezwang Kotsoiev den Georgier Ilia Sulamanidse. Im November bei den Europameisterschaften 2023 in Montpellier traf er im Finale auf Sulamanidse und gewann seinen ersten internationalen Titel.
Im April 2024 verlor Kotsoiev im Halbfinale der Europameisterschaften in Zagreb gegen den Russen Matwei Kanikowski, der als neutraler Athlet antrat. Im Kampf um Bronze unterlag Kotsoiev dem Niederländer Korrel. Einen Monat später bei den Weltmeisterschaften in Abu Dhabi bezwang Kotsoiev im Viertelfinale den Spanier Nikoloz Sherazadishvili und im Halbfinale den Portugiesen Jorge Fonseca. Im Kampf um die Goldmedaille siegte Kotsoiev gegen den Kanadier Shady El Nahas. Nach dem Leichtgewichtler Hidayət Heydərov gewann Kotsoiev damit den zweiten Weltmeistertitel für Aserbaidschan bei den Weltmeisterschaften im Olympiajahr. Bei den Olympischen Spielen in Paris bezwang Kotsoiev im Viertelfinale den Israeli Peter Paltchik und im Halbfinale den Usbeken Muzaffarbek Turoboyev. Im Finale verlor sein Gegner, der Georgier Ilia Sulamanidse, nach drei Verwarnungen. Damit gewann Kotsoiev die Goldmedaille, drei Tage nachdem Heydərov ebenfalls Gold erkämpft hatte.